# Péterfi István (újságíró)

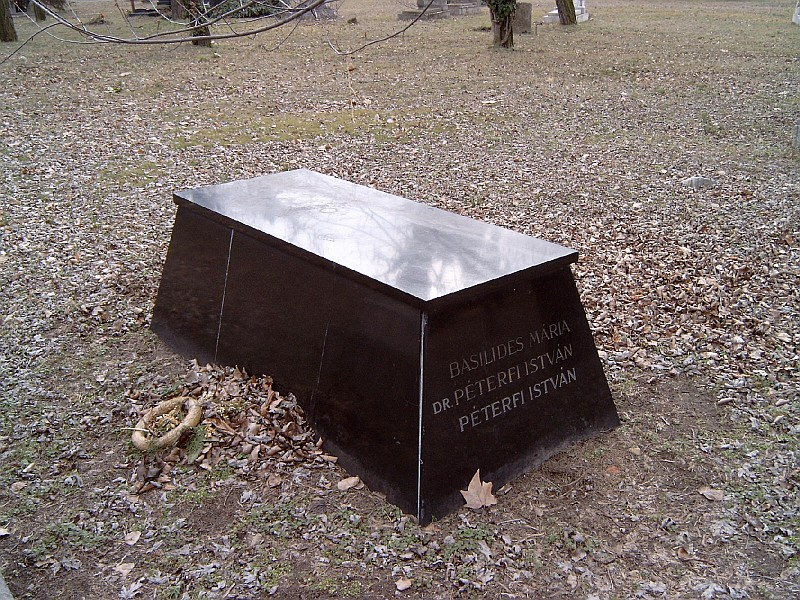
Basilides Mária és Péterfi István sírja Budapesten

Péterfi Arisztid István (Fegyvernek, 1884. július 21. – Budapest, 1962. május 9.) magyar ügyvéd, újságíró, zenekritikus. Basilides Mária férje. A Galilei Kör tagja volt. A Nyugat és a Világ belső munkatársa volt.

## Életpályája
Szülei, Péterfi (Rosenfeld) Zsigmond (1845–1917) vasúti mérnök, vezérigazgató és Ehrlich Berta (1864–1930) három gyermeke közül a középső volt. Bátyja Péterfi Tibor (1883–1953) hisztológus, egyetemi tanár. Apai nagyszülei Rosenfeld Péter kereskedő és Hay Rozália, anyai nagyszülei Ehrlich Salamon és Stein Johanna voltak.
A Budapesti Tudományegyetemen szerzett jogi diplomát. 1913-ban házasságot kötött Basilides Mária opera-énekesnővel. 1918-ban a Budapesti Zenekritikusok Szindikátusának ügyvezetője lett. 1919-ben a külügyi népbiztosság elnöki osztályát vezette. 1926-ban a Világ utódja, a Magyar Hírlap, majd az Újság zenekritikusa volt. 1945–1948 között a Szabadság szerkesztőségének tagja. Ezt követően a Világosságban, az Esti Budapestben, illetve az Esti Hírlapban jelentek meg kritikái. 1953–1962 között a Magyar Népköztársaság Zenei Alapjának vezetője volt.
Sírja a Fiumei úti sírkertben található (24-1-72).
Emlékére alapították a zenekritikusoknak, -íróknak adományozható Péterfi István-plakettet.

## Művei
- Fél évszázad a magyar zenei életben. Válogatott zenekritikák. (1917–1961). Budapest, 1962. Zeneműkiadó.
- Emlékezéseim. Budapest, 1965. Gondolat Kiadó